# Haakwormen
Haakwormen (Acanthocephala) vormen een stam van kleine ongewervelde en parasitaire wormen.

## Kenmerken
- Bilateraal afgeplat.
- Tripoblast met pseudocoel.
- Spiraal holoblastische klieving.
- Protostoom.
- Geen bloedvatenstelsel.
- Zenuwstelsel: Ze hebben centraal ganglion in de proboscis receptaculum en hebben zenuwen naar de proboscis en het hele lichaam. Sensorische uiteinden aan de proboscis en de genitale bursa.
- Excretiestelsel: Indien aanwezig, dan gebeurt dit met protonephridia met vlamcellen. Indien niet aanwezig, dan gebeurt de diffusie door de huid.
- Spierstelsel: circulaire + longitudinale spieren
- Voortbeweging: Passief in de gastheer
- Ontwikkeling: Indirect, endoparasiet (Vb. in crustacea of insecta), Adult stadium: endoparasiet (Darm van vertebrata), heteroxeen
- Habitat: Cosmopoliet, marien, zoetwater, terrestrisch

De meeste van de 1199 beschreven soorten worden 2mm tot 1m lang.

## Voorkomen
Ze komen algemeen voor in het maag-darmstelsel van ongewervelden, vissen, amfibieën, vogels en zoogdieren.
Haakwormen danken hun naam aan het terugplooien van het kopuiteinde waardoor ze op een haak lijken. Ze zijn klein en hebben snijdende monddelen of tanden waarmee ze zich vasthaken aan de darmwand. De eitjes ontwikkelen in de buitenwereld tot larven die oraal opgenomen worden of door de huid van hun gastheer dringen (percutane besmetting) en pas na een reis door het lichaam in de darm belanden.
De larven dringen via de huid binnen en vinden hun weg via het hart, vervolgens de longen, de luchtpijp en de slokdarm naar de dunne darm, waar ze zich met bloed en darmweefsel voeden. Ze kunnen behoorlijke infecties in het spijsverteringsstelsel veroorzaken.

## Taxonomie
De stam is als volgt ingedeeld:
- Klasse Archiacanthocephala Meyer, 1931
  - Orde Apororhynchida
    - Familie Apororhynchidae

  - Orde Gigantorhynchida
    - Familie Gigantorhynchidae

  - Orde Moniliformida
    - Familie Moniliformidae

  - Orde Oligacanthorhynchida
    - Familie Oligacanthorhynchidae
- Klasse Eoacanthocephala Van Cleave, 1936
  - Orde Gyracanthocephala
    - Familie Quadrigyridae

  - Orde Neoechinorhynchida
    - Familie Dendronucleatidae
    - Familie Neoechinorhynchidae
    - Familie Tenuisentidae
- Klasse Polyacanthocephala Amin, 1987[3][4]
  - Orde Polyacanthorhynchida Amin, 1987[3]
    - Familie Polyacanthorhynchidae
- Klasse Palaeacanthocephala Meyer, 1931
  - Orde Echinorhynchida Southwell en Macfie, 1925
    - Familie Arhythmacanthidae Yamaguti, 1935
    - Familie Cavisomidae Meyer, 1932
    - Familie Diplosentidae Meyer,, 1932
    - Familie Echinorhynchidae Cobbold, 1879
    - Familie Fessisentidae
    - Familie Gymnorhadinorhynchidae Braicovich, Lanfranchi, Farber, Marvaldi, Luque & Timi, 2014
    - Familie Heteracanthocephalidae Petrochenko, 1956
    - Familie Hypoechinorhynchidae
    - Familie Illiosentidae Golvan, 1960
    - Familie Isthmosacanthidae Smales, 2012
    - Familie Polyacanthorhynchidae
    - Familie Pomphorhynchidae Yamaguti, 1939
    - Familie Rhadinorhynchidae Travassos, 1923
    - Familie Transvenidae Pichelin & Cribb, 2001

  - Orde Polymorphida Petrochenko, 1956
    - Familie Centrorhynchidae
    - Familie Plagiorhynchidae
    - Familie Polymorphidae

  - Orde Heteramorphida Amin en Van Ha, 2008[5]
    - Familie Pyrirhynchidae